# مصطفی کریم‌بیگی
مصطفی کریم‌بیگی (زادهٔ ۲۱ اردیبهشت ۱۳۶۲ – درگذشتهٔ ۶ دی ۱۳۸۸ در تهران) یکی از کشته شدگان در اعتراضات عاشورای ۱۳۸۸ بود. او در حوالی خیابان نوفل لوشاتو مورد اصابت گلوله از ناحیه سر قرار گرفت.

## کشته‌شدن
خانواده مصطفی کریم‌بیگی می‌گویند پیکر او کالبد شکافی شده بود و اثر گلوله در پیشانی‌اش مشهود بوده‌است. همچنین با وجود سکونت او در تهران، مأموران امنیتی اجازه دفن او را در تهران نداده‌اند، به همین خاطر خانواده او مجبور شدند او را هنگام غروب آفتاب در روستای جوقین در شهریار تهران دفن کنند. کانون حمایت از خانواده‌های جان‌باختگان و بازداشتی‌ها اعلام کرده بود که مأموران وزارت اطلاعات اقوام و بستگان مصطفی کریم بیگی را تهدید کرده بودند تا از اطلاع‌رسانی در مورد او خودداری کنند.
مادر مصطفی کریم‌بیگی شهناز اکملی فعال مدنی و از مادران دادخواه است.

## بازداشت مادر
شهناز اکملی مادر مصطفی کریم‌بیگی، ۶ بهمن ۱۳۹۵ در تهران بازداشت شد. وی پس از ۲۴ روز بازداشت در بند ۲۰۹ وزارت اطلاعات در زندان اوین، ۳۰ بهمن ۱۳۹۵ با تودیع وثیقه از زندان آزاد شد. او در آبان ۱۳۹۶ توسط قاضی ماشالله احمدزاده در شعبه ۲۶ دادگاه انقلاب به یک سال حبس تعزیری محکوم شد. در نهایت اتهام «تبلیغ علیه نظام» از سوی دادگاه تجدیدنظر استان تهران تأیید شد و ۲۵ دی ۱۳۹۸، خود را جهت تحمل محکومیت یک سال حبس تعزیری به زندان اوین معرفی کرد.

## بازداشت خواهر
۲۴ خرداد ۱۴۰۱، مریم کریم‌بیگی خواهر مصطفی کریم‌بیگی با هجوم نیروهای امنیتی به منزل مادرش بازداشت شد. شهناز اکملی خبر داد که مأموران پس از ضبط وسایل مریم کریم‌بیگی، وی را با خود بردند. او پیش از این نیز بازداشت شده بود و منزل آنها مورد تفتیش و حمله مأموران قرار گرفته بود. همچنین پیش از این نیز اعلام شد که مریم کریم‌بیگی طی «یک تماس تلفنی» از دانشگاه محل تحصیل خود در مقطع کارشناسی ارشد رشته جامعه‌شناسی اخراج شده‌است.